# Carlo Campogalliani
Giovanni Battista Carlo Campogalliani (Concordia, 10 ottobre 1885 – Roma, 10 agosto 1974) è stato un regista e attore italiano; a lungo attivo sia all'epoca del muto che in quella del sonoro, fu un cineasta eclettico e sperimentò tutti i filoni popolari.

## Biografia
Figlio di attori girovaghi, calcò le scene in età giovanissima; fratello del grande burattinaio Francesco Campogalliani, si dedicò dapprima alla scenografia, poi fu attore in compagnie minori. Esordì nel cinema come attore in Re Lear (1910) di Giuseppe De Liguoro, grazie all'appoggio del produttore Luca Comerio. Debuttò nella regia nel 1914 col cortometraggio Il rivale di papà, e dopo di allora, diresse almeno una trentina di film popolari, spesso interpretati anche da sua moglie, l'attrice Letizia Quaranta; diresse fra l'altro anche alcuni film della serie di Maciste, con l'attore Bartolomeo Pagano. Realizzò vari film anche all'estero: in Argentina, in Brasile e in Germania.
Nel 1930 girò il suo primo film sonoro con Ettore Petrolini, Cortile (unica pellicola drammatica interpretata da Petrolini). Nel 1934 venne premiato alla Mostra del cinema di Venezia con la medaglia d'oro per Stadio, un film di ambientazione sportiva, sul mondo del rugby. Nel 1936 diresse il film I quattro moschettieri, interamente composto da marionette. Cineasta di buon mestiere, sperimentò tutti i filoni popolari: film in costume come Il bravo di Venezia (1941), film del filone bellico-propagandistico come Il cavaliere di Kruja (1940), Il treno crociato (1943), film con cantanti lirici o di musica leggera come Silenzio, si gira! (1943) con Beniamino Gigli, film comici come L'innocente Casimiro (1945), Bellezze in bicicletta (1951), Bellezze in motoscooter (1952), Se vincessi cento milioni (1953), Serenatella sciuè sciuè (1958), Fontana di Trevi (1960), film del filone strappalacrime come La mano della morta (1949), La figlia del mendicante (1950), L'orfana del ghetto (1954), Torna piccina mia! (1955), La canzone del cuore (1955), Mamma sconosciuta (1956), L'angelo delle Alpi (1957) e Ascoltami (1957), peplum come Il terrore dei barbari (1959), Maciste nella Valle dei Re (1960) ed Ursus (1961), e film del filone cappa e spada come Capitan Fuoco (1958), Rosmunda e Alboino (1961) ed Il ponte dei Sospiri (1964), suo ultimo film diretto assieme a Piero Pierotti.
Morì a Roma il 10 agosto 1974; è sepolto al cimitero Flaminio di Prima Porta.

## Filmografia

### Regista
- Il rivale di papà – cortometraggio (1914)
- Il violino di Ketty (1914)
- Sesso debole (1914)
- L'immagine dell'altra (1914)
- Senza mamma  – cortometraggio (1915)
- Le rose della mamma (1915)
- Romanticismo (1915)
- Al gufo nero (1915)
- La serata d'onore di Buffalo (1916)
- L'isola tenebrosa (1916)
- Hilka (1916)
- Il germoglio della morte (1916)
- Davanti alla legge (1916)
- Da boxeur a detective (1916)
- La collana della felicità (1916)
- Il veliero della morte (1917)
- Il tenente del IX lancieri (1917)
- La corsa alla morte (1917)
- Buffalo II (1917)
- Il marchio rosso (1918)
- Scacco matto (1919)
- Maciste I (1919)
- L'inverosimile (1919)
- La trilogia di Maciste (1920)
- Il teschio d'oro (1920)
- Maciste contro la morte (1920)
- Il testamento di Maciste (1920)
- Tempesta in un cranio (1921)
- Un simpatico mascalzone (1921)
- La signora delle miniere (1921)
- Scalabrino (1921)
- La nave dei morti (1921)
- La casa della paura (1921)
- Bersaglio umano (1921)
- Ted l'invisibile (1922)
- La droga di Satana (1922)
- La vuelta del toro salvaje (1924)
- El consultorio de Madame René (1924)
- La mujer de medianoche (1925)
- Ich hab mein Herz im Autobus verloren (1929)
- Cortile (1930)
- Medico per forza (1931)
- La lanterna del diavolo (1931)
- Stadio (1934)
- I quattro moschettieri (1936)
- Montevergine (1939)
- La notte delle beffe (1939)
- Cuori nella tormenta (1940)
- Il cavaliere di Kruja (1940)
- Il bravo di Venezia (1941)
- Perdizione (1942)
- Musica proibita (1942)
- Il treno crociato (1943)
- Silenzio, si gira! (1943)
- L'innocente Casimiro (1945)
- La gondola del diavolo (1946)
- La mano della morta (1949)
- La figlia del mendicante (1950)
- Bellezze in bicicletta (1951)
- Bellezze in motoscooter (1952)
- Se vincessi cento milioni (1953)
- L'orfana del ghetto (1954)
- Foglio di via (1954)
- Torna piccina mia! (1955)
- La canzone del cuore (1955)
- Mamma sconosciuta (1956)
- L'angelo delle Alpi (1957)
- Ascoltami (1957)
- Serenatella sciuè sciuè (1958)
- Capitan Fuoco (1958)
- Il terrore dei barbari (1959)
- Maciste nella Valle dei Re (1960)
- Fontana di Trevi (1960)
- Ursus (1961)
- Rosmunda e Alboino (1961)
- Il ponte dei Sospiri, co-diretto con Piero Pierotti (1964)

### Attore
- Re Lear, regia di Giuseppe De Liguoro (1910)
- L'adultera, regia di Mario Caserini – cortometraggio (1911)
- Il debito dell'Imperatore, regia di Luigi Maggi (1911)
- Sigfrido, regia di Mario Caserini (1912)
- Follia d'amore (1912)
- Il bersaglio vivente (1912)
- L'amico dello sposo (1912)
- Satana, regia di Luigi Maggi (1912)
- La statuetta di Nelly (1913)
- Napoleone, epopea napoleonica, regia di Eduardo Bencivenga (1913)
- Come Robinet sposa Robinette (1913)
- Agenzia Griffard, regia di Vitale De Stefano (1913)
- La figlia di Zazà, regia di Luigi Maggi – cortometraggio (1913)
- Gli ultimi giorni di Pompei, regia di Mario Caserini, Eleuterio Rodolfi (1913)
- Il notturno di Chopin, regia di Luigi Maggi (1913)
- Gli artigli di Griffard, regia di Vitale De Stefano (1913)
- Il violino di Ketty, regia di Carlo Campogalliani – cortometraggio (1914)
- Il romanzo di un re (1914)
- Il rivale di papà, regia di Carlo Campogalliani – cortometraggio (1914)
- La punizione (1914)
- L'immagine dell'altra (1914)
- Delenda Carthago! Tragedia dell'età antica (1914)
- Senza Mamma (1915)
- Le rose della mamma (1915)
- L'onore di morire, regia di Edoardo Bencivenga (1915)
- Al Gufo Nero (1915)
- Verso l'aurora (1916)
- L'isola tenebrosa, regia di Carlo Campogalliani (1916)
- Hilka (1916)
- Il germoglio della morte (1916)
- Davanti alla legge, regia di Carlo Campogalliani (1916)
- Da boxeur a detective (1916)
- La collana della felicità, regia di Carlo Campogalliani (1916)
- Scacco matto, regia di Carlo Campogalliani (1919)
- Maciste I (1919)
- L'inverosimile (1919)
- La trilogia di Maciste, regia di Carlo Campogalliani (1920)
- Il teschio d'oro (1920)
- Il viaggio di Maciste, regia di Carlo Campogalliani (1920)
- Il testamento di Maciste, regia di Carlo Campogalliani (1920)
- Tempesta in un cranio (1921)
- Un simpatico mascalzone (1921)
- La signora delle miniere (1921)
- La nave, regia di Gabriellino D'Annunzio e Mario Roncoroni (1921)
- La casa della paura (1921)
- Bersaglio umano (1921)
- La rivincita di Maciste, regia di Luigi Romano Borgnetto (1921)
- Ted l'invisibile (1922)
- La droga di Satana (1922)
- La vuelta del toro salvaje (1924)
- El consultorio de Madame René (1924)
- La mujer de medianoche (1925)
- Amor de Apache (1930)
- Stella del cinema, regia di Mario Almirante (1931)